# Skinsagylet
Skinsagylet är den enda sjön som i sin helhet ligger i Sölvesborgs kommun i Blekinge och ingår i Mörrumsån-Skräbeåns kustområde. Skinsagylet ligger i Skinsagylet Natura 2000-område och skyddas av habitatdirektivet.
Var namnet kommer ifrån är okänt, men man vet att sjön kallades för Schinechegiölet år 1693.

## Naturreservat
Skinsagylet kallas även det naturreservat som består av sjön och den kringliggande skogen. Reservatet är kuperat och dess högsta punkt ligger på ca 125 meter över havet medan sjön ligger på cirka 50 meter över havet.

## Arter
I sjön finns gädda, abborre, ål och sutare.
I strandkanten finns det på en del ställen gungfly bestående av vitmossa, vattenklöver olika starrarter och gräs. På gungflyn växer det tranbär, sileshår och kärrviol.
Den kringliggande skogen består av avenbok uppblandat med en del av ek och bok. Dessutom finns det liljekonvalj, lundstarr, murgröna och vildkaprifol.
Här växer avenbokskog med inslag av ek och bok. Här finns också liljekonvalj, lundstarr, murgröna och vildkaprifol. Längs sjökanten finns partier med gungfly av vitmossa, vattenklöver, starrarter och gräs, bevuxna med tranbär, sileshår och kärrviol. 